# Districtul Miesbach
Districtul Miesbach este un district rural (germană: Landkreis) din regiunea administrativă Bavaria Superioară, landul Bavaria, Germania.
Districte vecine sunt: la nord districtul München, la est districtul Rosenheim, la vest districtul Bad Tölz-Wolfratshausen. La sud este granița cu Austria.

## Date geografice
Districtul se întinde de pe versantul nordic al alpiilor până la câmpia de pietriș din jurul orașului München. Cele trei lacuri mai mari sunt: Schliersee, Tegernsee și Spitzinsee. Râuri importante din district sunt: râul Mangfall, râul Schlierach și râul Leitzach. Cel mai înalt pisc este Rotwand cu 1.884 m, cel mai cunoscut este Wendelstein cu 1836 m.

## Orașe și comune
| orașe 1. Miesbach (11.251) 2. Tegernsee (3.970) comune (târg) 1. Holzkirchen (15.085) 2. Schliersee (6.454) | comune 1. Bad Wiessee (4.473) 2. Bayrischzell (1.634) 3. Fischbachau (5.529) 4. Gmund am Tegernsee (6.017) 5. Hausham (8.261) 6. Irschenberg (3.048) 7. Kreuth (3.903) | 1. Otterfing (4.377) 2. Rottach-Egern (5.238) 3. Valley (2.960) 4. Waakirchen (5.495) 5. Warngau (3.625) 6. Weyarn (3.305) |